# Hoya campanulata
Hoya campanulata är en oleanderväxtart som beskrevs av Carl Ludwig von Blume. Hoya campanulata ingår i släktet Hoya och familjen oleanderväxter. Inga underarter finns listade i Catalogue of Life.